# Virginia E. Palmer
Virginia Evelyn Palmer (sinh năm 1963) là nhà ngoại giao người Mỹ, từng giữ chức Đại sứ Hoa Kỳ tại Ghana từ năm 2022. Palmer là cựu Đại sứ Hoa Kỳ tại Malawi. Bà được Tổng thống Barack Obama đề cử và được Thượng viện xác nhận, bắt đầu nhiệm vụ vào tháng 1 năm 2015.

## Thân thế và học vấn
Palmer là con gái của Becky và Richard Palmer, giáo sư kịch nghệ tại Đại học Washington ở St. Louis. Bà sinh trưởng ở University City, Missouri và tốt nghiệp Trường Trung học University City. Bà theo học tại Đại học Georgetown và lấy bằng Cử nhân Khoa học về ngoại vụ năm 1983. Sau đó, bà còn lấy nốt bằng Thạc sĩ Khoa học xã hội tại Đại học Virginia năm 1986.

## Sự nghiệp
Năm 1986, sau khi hoàn thành chương trình cao học, Palmer gia nhập Bộ Ngoại giao Hoa Kỳ. Nhiệm vụ ban đầu của bà là vào làm nhân viên lãnh sự tại Lãnh sự quán Hoa Kỳ ở Calgary, Canada và là nhân viên kinh tế tại Đại sứ quán Hoa Kỳ tại Bắc Kinh, Trung Quốc. Những sứ mệnh quốc tế này còn bao gồm các chuyến công tác ở Zimbabwe, Hồng Kông, Kenya và Việt Nam. Bà giữ chức giám đốc Văn phòng Chính sách Kinh tế thuộc Vụ Đông Á và Thái Bình Dương từ năm 2004 đến 2005. Từ năm 2005 đến 2008, bà công tác tại Bộ Ngoại giao trên cương vị là phó điều phối viên chống khủng bố.

### Đại sứ Hoa Kỳ tại Malawi
Khi được Tổng thống Barack Obama đề cử làm Đại sứ Hoa Kỳ tại Malawi, bà đang làm Phó Đại sứ Đại sứ quán Hoa Kỳ tại Pretoria, một chức vụ mà bà đã giữ từ năm 2011. Trong vai trò đó, Palmer đã chào đón Obama khi ông đến thăm ba quốc gia ở châu Phi, khi bà giải thích với giới truyền thông địa phương rằng, "Chuyến thăm này nêu bật tiềm năng của châu Phi và Tổng thống của chúng tôi trong việc tương tác và nêu bật vai trò của 600 công ty Mỹ đang hoạt động ở Nam Phi và đang tạo việc làm ở Nam Phi."
Sự chậm trễ tại Thượng viện đã khiến việc đề cử bà cũng như của nhiều ứng cử viên đại sứ khác không được chấp thuận. Hiệp hội Cơ quan Đối ngoại Hoa Kỳ bày tỏ lo ngại rằng sự chậm trễ trong thủ tục tố tụng tại Thượng viện đang khiến nước Mỹ gặp nguy hiểm do thiếu đại sứ ở các quốc gia đang tham gia "cuộc chiến chống Ebola", loại virus giết người thống trị Hội nghị Thượng đỉnh Lãnh đạo Hoa Kỳ–châu Phi năm 2014.
Bà được Robert Scott kế nhiệm làm Đại sứ Hoa Kỳ tại Malawi vào ngày 7 tháng 8 năm 2019. Từ ngày 4 tháng 11 năm 2019, bà giữ chức phó trợ lý thư ký chính của Cục Tài nguyên Năng lượng. Palmer được Tổng thống Joe Biden bổ nhiệm làm quyền Trợ lý Bộ trưởng Bộ Ngoại giao về Tài nguyên Năng lượng vào ngày 20 tháng 1 năm 2021.

### Đại sứ Hoa Kỳ tại Ghana
Ngày 2 tháng 7 năm 2021, Tổng thống Joe Biden tuyên bố ý định đề cử Palmer làm Đại sứ Hoa Kỳ tiếp theo tại Ghana. Ngày 13 tháng 7, việc đề cử bà được trình lên Thượng viện. Ngày 29 tháng 9, một phiên điều trần về việc đề cử bà đã được tổ chức trước Ủy ban Đối ngoại Thượng viện. Ngày 19 tháng 10 năm 2021, việc đề cử bà đã được ủy ban này báo cáo một cách thuận lợi. Ngày 18 tháng 12 năm 2021, việc đề cử bà đã được xác nhận tại Thượng viện bằng bỏ phiếu trực tiếp. Bà đã trình bằng chứng xác thực của mình cho ngoại trưởng Shirley Ayorkor Botchwey vào ngày 10 tháng 5 năm 2022.

## Đời tư
Ngoài tiếng Anh, Palmer còn nói được tiếng Trung và tiếng Pháp. Palmer đã kết hôn với Ismail Asmal, cũng là một nhân viên Bộ Ngoại giao. Họ có với nhau hai cô con gái.